# 上富良野車站
上富良野車站（日语：／ Kami-furano eki */?）是由北海道旅客鐵道（JR北海道）所經營的鐵路車站，位於日本北海道空知郡上富良野町境內。本站為地方交通線富良野線沿線的車站，由JR北海道旭川分社負責管轄。上富良野車站是所在地上富良野町的主車站，站內設有綠窗口並配置站員管理，是富良野線沿線少數幾個急行列車停靠站之一。

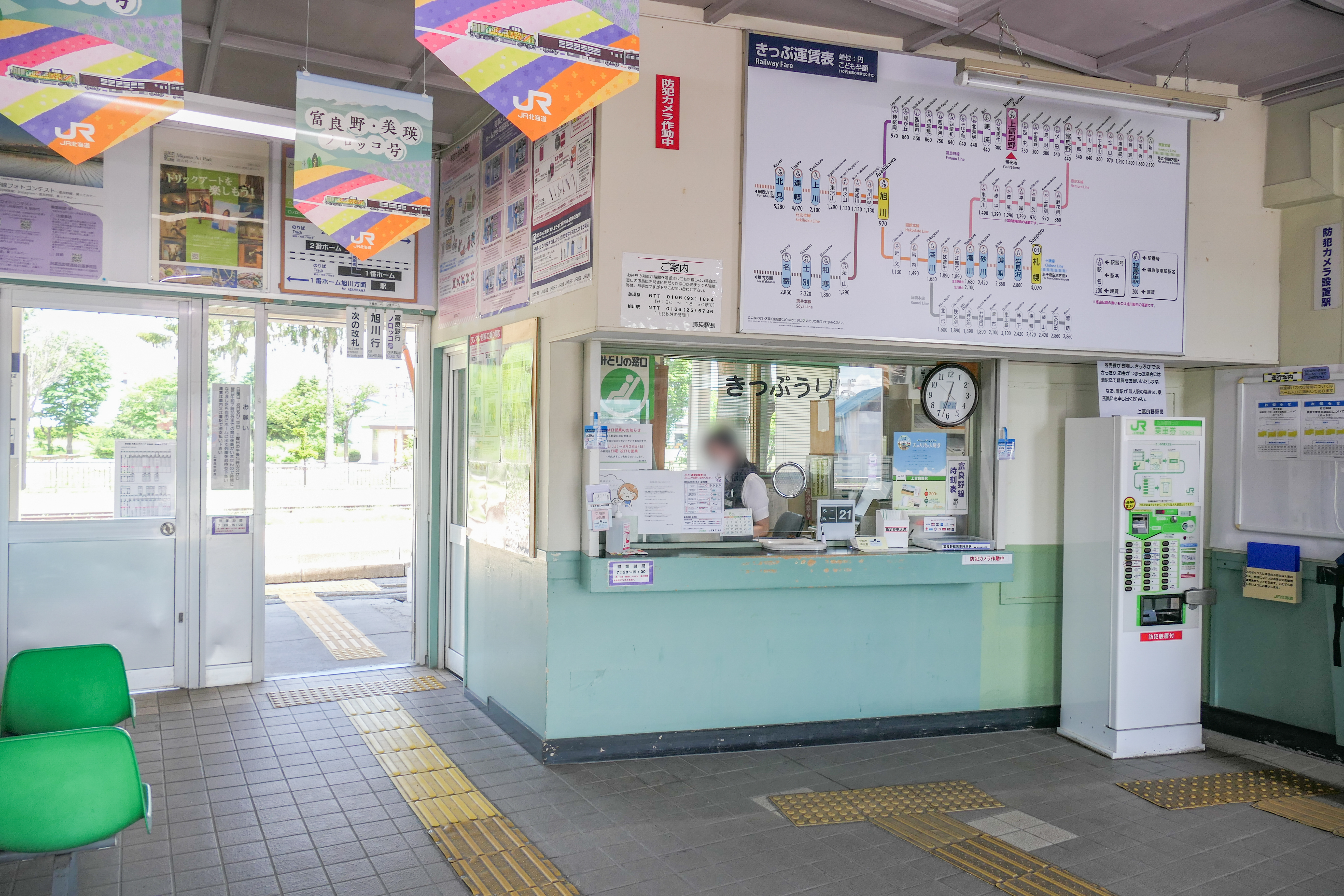
驗票口(2022年6月)

## 車站構造

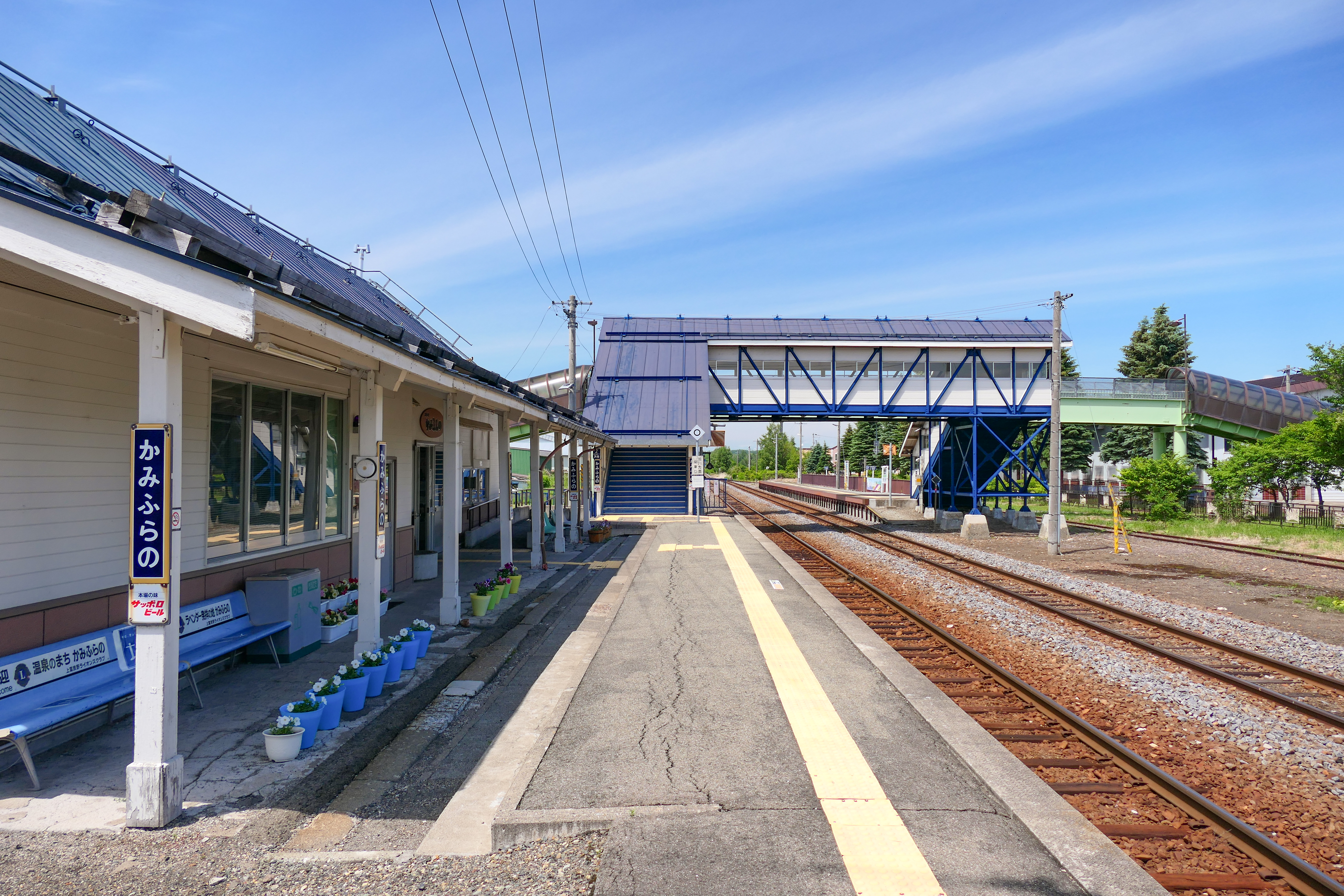
1號月台(2022年6月)

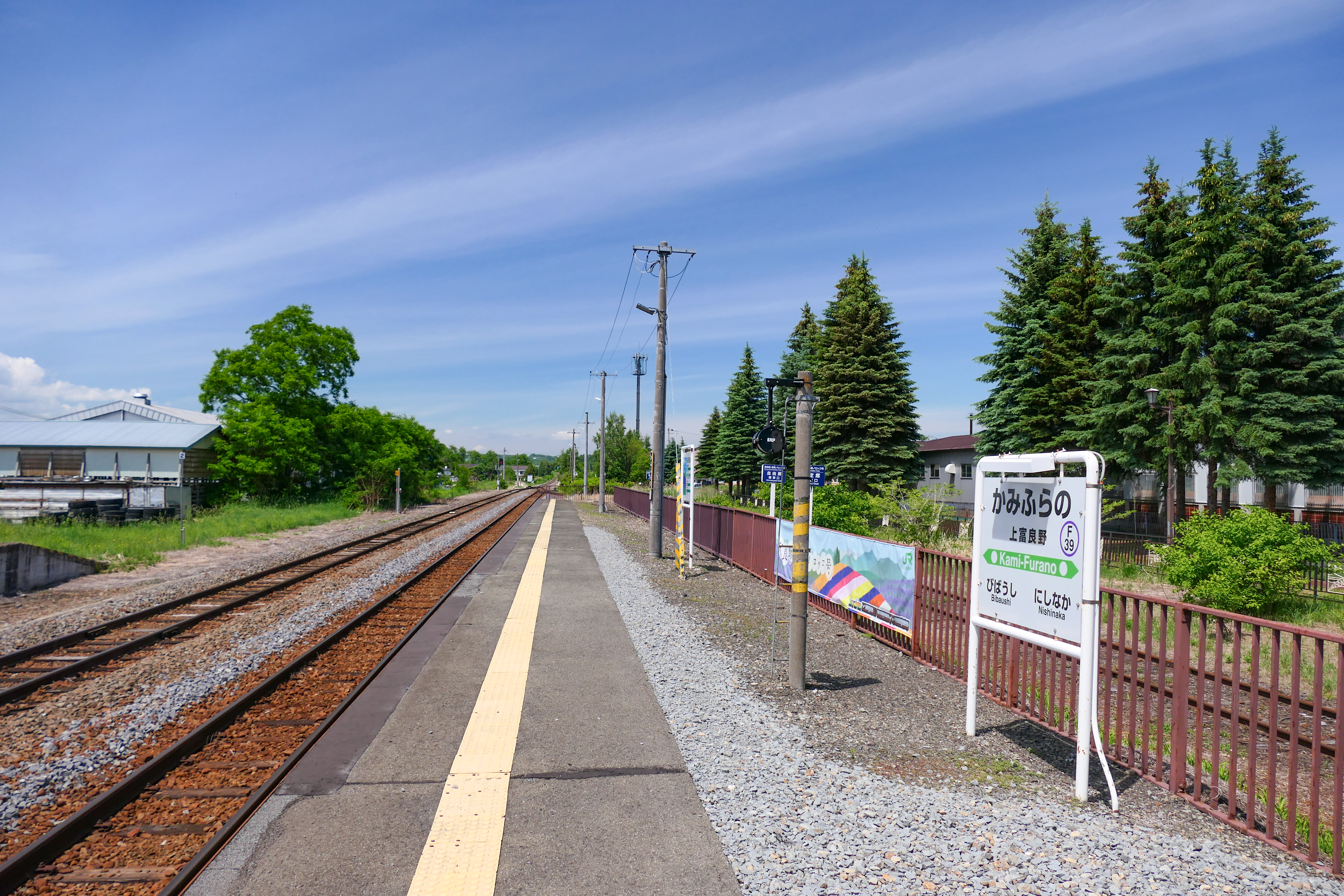
2號月台(2022年6月)

- 本站為設有側式月台2面2線的地面車站。入閘口外設有抽水馬桶、男女分開的洗手間。此站是由美瑛車站管理的業務委託車站。而綠窗口的營業時間為7:20～15:00（星期日及假期休息，但6月下旬至8月下旬則星期日、假期照常營業）。而夏季亦會設置售賣土產及軟雪糕的商店。

## 車站周邊
由於是上富良野町的主車站，周圍主要是商店。
- 國道237號
- 上富良野町役場
- 富良野警署（日语：富良野警察署）上富良野派出所
- 上富良野郵局
- 旭川信用金庫（日语：旭川信用金庫）上富良野分店
- 富良野農業協同組合（JA富良野）上富良野分店
- 富良野巴士（日语：ふらのバス）、道北巴士（日语：道北バス）、十勝巴士（日语：十勝バス）、北海道拓殖巴士（日语：北海道拓殖バス）「上富良野」巴士站
- 北海道上富良野高校（日语：北海道上富良野高等学校）
- 日之出公園（夏天為大型薰衣草園、冬天為日之出山滑雪場）
- 上富良野町營巴士「車站前」巴士站（吹上溫泉（日语：吹上温泉 (北海道)）方向）

## 歷史
- 1899年（明治32年）11月15日 - 北海道官設鐵道（日语：北海道官設鉄道）十勝線上富良野車站開始營運。一般車站。
- 1905年（明治38年）4月1日 - 由日本國有鐵道接管。
- 1982年（昭和57年）11月15日 - 停止貨物裝卸。
- 1984年（昭和59年）2月1日 - 停止行李處理。
- 1987年（昭和62年）4月1日 - 國鐵分割民營化後，由JR北海道繼承業務。

## 相鄰車站
北海道旅客鐵道（JR北海道）
■富良野線
西中（F40）－上富良野（F39）－美馬牛（F38）

## 外部連結
- （日語）上富良野車站（JR北海道旭川支社）
- （日語）全驛參觀之旅 （页面存档备份，存于）